# ガッツォ・ヴェロネーゼ
ガッツォ・ヴェロネーゼ（伊: Gazzo Veronese）は、イタリア共和国ヴェネト州ヴェローナ県にある、人口約5,100人の基礎自治体（コムーネ）。

## 地理

### 位置・広がり

#### 隣接コムーネ
隣接するコムーネは以下の通り。括弧内のMNはマントヴァ県所属を示す。
- カザレオーネ
- ノガーラ
- オスティーリア (MN)
- サングイネット
- セッラヴァッレ・ア・ポー (MN)
- ソルガ
- ススティネンテ (MN)
- ヴィッリンペンタ (MN)

### 気候分類・地震分類
気候分類では、zona E, 2324 GGに分類される。
また、イタリアの地震リスク階級 (it) では、zona 3 (sismicità bassa) に分類される。

## 行政

### 分離集落
ガッツォ・ヴェロネーゼには、以下の分離集落（フラツィオーネ）がある。
- Bresenara, Correzzo, Gazzo Veronese, Maccacari, Paglia, Pradelle, Roncanova (sede municipale), San Pietro in Valle